# Ariadne Karszt- és Barlangkutató Egyesület
Az Ariadne Karszt- és Barlangkutató Egyesület fő tevékenysége a barlangkutatás, elsősorban hazánkban. Jelenleg 33 hivatalos tagja van.

## Története
Az egyesület 1998-ban alakult meg, elődje, az 1988-óta létező MÁFI Barlangkutató Csoport utódjaként. Fő kutatási terület a Csévi-szirtek barlangjai, ahol 24 év alatt 18 kilométer új járatot fedeztek fel. Legnagyobb eredmény a 16 000 méter hosszú 204 méter mély Ariadne-barlangrendszer feltárása, ami Magyarország 3. leghosszabb és 4. legmélyebb barlangrendszere. E mellett az Aggteleki-karszton, a Bükk-vidéken és a Budai-hegységben voltak, vagy vannak kutatott barlangjaik, melyeknek hosszát összesen 2 kilométerrel gyarapították. A bontások mellett a feltáró kutatáshoz szorosan kapcsolódó tudományos kutatásokat is végeznek. Geoelektromos szelvényezéssel, légnyomjelzéssel, müontomográffal próbálnak még ismeretlen barlangjáratokat, összefüggéseket kimutatni. Sok pontos hőmérsékletmérést, felszíni topográfiai mérést végeznek, valamint barlangi ásványok kormeghatározásával is foglalkoznak.
Barlangkutatói tevékenységük elismeréseként négyszer kaptak Vass Imre-emléklapot. A Cholnoky Jenő Karszt- és Barlangkutatási Pályázaton feltáró és tudományos kutatásaikról szóló évkönyvükkel, valamint barlangos témájú filmjeikkel hatszor (2006-ban, 2009-ben, 2010-ben, 2012-ben, 2014-ben és 2016-ban) értek el 1. és háromszor (1991-ben, 1999-ben és 2011-ben) 2. helyezést.
Az elmúlt évek alatt nem csak kutatott barlangjaik térképezésén, dokumentálásán, lezárásán dolgoztak, hanem az ország számos barlangjának térképét, kataszteri feldolgozását végezték el. Ezek mellett egyik legnagyobb munkájuk az István-lápai-barlang létráinak, drótkötél hídjának és beépített fix köteleinek a felújítása, illetve cseréje volt.
Természetesen nem csak dolgozni szoktak. A hazai barlangjárások mellett több spanyolországi barlangász expedíciót szerveztek, illetve részt vettek más csoportok által szervezett külföldi barlangtúrában. A barlangok mellett a kanyonozás, sziklamászás, hegymászás, túrázás is kiemelt helyet foglal el a csoport életében. Túráikat, kutatásaikat videofilmeken, fényképeken örökítik meg.